# Еър Америка
„Еър Америка“ (на английски: Air America) е американска екшън комедия от 1990 г. на режисьора Роджър Спотисууд, по сценарий на Джон Ескому и Ричард Ръш. В главните роли участват Мел Гибсън и Робърт Дауни Джуниър като пилоти от Еър Америка за летящи мисии в Лаос по време на войната във Виетнам. Когато героите открият, че техните летателни апарати се използват от правителствени агенти за контрабанда на хероин, те трябва да избягват да бъдат оформени като контрабандистите на наркотици. Филмът излиза на екран от 10 август 1990 г.
Сюжетът на филма е адаптиран от книгата на Кристофър Робинс през 1979 г., в която се чете авиокомпанията, финансирана от ЦРУ, за транспортиране на оръжия и доставки в Камбоджа, Лаос и Южен Виетнам по време на войната във Виетнам.
Публичността на филма, рекламирана като лек сърдечен филм, включваше тон, който се различава значително от реалния филм, който включва такива сериозни теми като антивоенно послание, се фокусира върху опиумната търговия, както и отрицателно изображение на кралския лаотски генерал Ваня Пао, игран от актьора Бърт Куоук като генерал Лу Соонг.

## Сюжет
Годината е 1969-а. САЩ затъва в джунглата на войната във Виетнам. Покрай границата с Лаос „Еър Америка“ доставя храна и други продукти на лаоските селяни и подкрепя местните сили в борбата им срещу комунистите. Ветеранът Джийн Райък (Мел Гибсън), лети от тайната въздушна база „Лонг Тиенг“. У дома, в САЩ, Били Ковингтън (Робърт Дауни Джуниър) – млад бунтар и изключително добър пилот, току-що е загубил работата си.
Един тайнствен човек му предлага да замине в Лаос, за да си върне разрешителното. Когато съдбата събира Джийн и Били, двамата пилоти се оказват въвлечени в международна конспирация. В опасност е не само техният живот, а и животът на стотици други хора.

## „Еър Америка“ в България
През 1994 г. се издава на видеокасета от Мулти Видео Център с български дублаж.
Филмът има втори дублаж на български по Канал 1 през 1998 г. В него участват Адриана Андреева, Иван Танев, Цветан Ватев, Георги Георгиев и Александър Воронов.
На 28 юни 2003 г. се излъчва по Диема+ с трети дублаж. Екипът се състои от:
| Преводач           | Даниела Славчева                                                                |
| Тонрежисьор        | Калин Маринов                                                                   |
| Озвучаващи артисти | Даниела Йорданова Васил Бинев Николай Николов Георги Георгиев-Гого Борис Чернев |

На 25 октомври 2009 г. е излъчен по bTV с четвърти дублаж. Екипът се състои от:
| Преводач            | Даниела Славчева                                                              |
| Режисьор на дублажа | Чавдар Монов                                                                  |
| Тонрежисьор         | Венсан Мазманян                                                               |
| Озвучаващи артисти  | Светлана Янчева Станислав Димитров Илиян Пенев Даниел Цочев Христо Чешмеджиев |